# Zhou Enlai
Zhou Enlai (chino simplificado: 周恩来, chino tradicional: 周恩來, pinyin: Zhōu Ēnlái, Wade-Giles: Chou En-lai) (Huai'an, 5 de marzo de 1898 – Pekín, 8 de enero de 1976) fue un político y estadista chino, miembro del Partido Comunista desde su juventud y primer ministro de China desde el establecimiento del gobierno socialista en 1949 hasta su muerte en 1976.

## Nombre
Aunque la transcripción correcta en el sistema Wade-Giles, utilizado de manera casi universal en Occidente hasta los años 1980, es "Chou En-lai", en los medios de comunicación hispanohablantes se utilizó con frecuencia la forma Chu En-lai, debido probablemente a la idea errónea de que la grafía Chou era de origen francés. Nótese que el diptongo ou se pronuncia en mandarín tal como se lee en español.

## Primeros años y juventud
Zhou Enlai nació en la localidad de Huai'an, en la provincia de Jiangsu, en el seno de una familia acomodada de funcionarios imperiales y fue adoptado por su tío paterno de Tianjin, donde estudió en la Escuela Secundaria de Nankai, para después continuar su educación en Japón, en la Universidad Meiji entre 1915 y 1918. Tras su regreso a Nankai, participó en las protestas del 4 de mayo de 1919 y fue detenido brevemente debido a sus contactos revolucionarios. Tras ser puesto en libertad en 1920, viajó a Europa a estudiar, residiendo sucesivamente en Francia, Inglaterra y Alemania. Durante su estancia en Europa, al igual que otros estudiantes chinos, se unió al Partido Comunista Chino, fundado en 1921 por Chen Duxiu. En 1924, Zhou volvió a China.
El abuelo de Zhou, Zhou Panlong, y su tío abuelo, Zhou Jun'ang, fueron los primeros miembros de la familia en trasladarse a Huai'an. Al parecer, Panlong aprobó los exámenes provinciales, y Zhou Enlai afirmó más tarde que Panlong ejerció como magistrado gobernando el condado de Huai'an. El padre de Zhou, Zhou Yineng, fue el segundo de los cuatro hijos de Zhou Panlong. La madre biológica de Zhou, apellidada Wan, era hija de un prominente funcionario de Jiangsu.

Durante la Revolución Cultural, cuando los antecedentes familiares "rojos" (pobres) se convirtieron en algo esencial para todo, desde la admisión en la universidad hasta el servicio gubernamental, Zhou tuvo que recurrir a la madre de su madre, que según él era hija de un granjero, para encontrar un miembro de la familia que calificara como "rojo".

Como muchos otros, la fortuna económica de la numerosa familia de eruditos-funcionarios de Zhou se vio diezmada por una gran recesión económica que sufrió China a finales del siglo XIX. Zhou Yineng tenía fama de honesto, amable, inteligente y preocupado por los demás, pero también se le consideraba "débil" y "falto de disciplina y determinación". No tuvo éxito en su vida personal y vagó por China desempeñando diversas ocupaciones, trabajando en Pekín, Shandong, Anhui, Shenyang, Mongolia Interior y Sichuan. Más tarde, Zhou Enlai recordó a su padre como alguien que siempre estaba fuera de casa y que, en general, era incapaz de mantener a su familia.
Poco después de nacer, Zhou Enlai fue adoptado por el hermano menor de su padre, Zhou Yigan, que estaba enfermo de tuberculosis. Al parecer, la adopción se organizó porque la familia temía que Yigan muriera sin heredero.

Este es el motivo de la adopción que da Gao (23). Lee (11) sugiere que se debió a la creencia de que tener un hijo podía curar la enfermedad del padre.

Zhou Yigan murió poco después de la adopción, y Zhou Enlai fue criado por la viuda de Yigan, cuyo apellido era Chen. Madame Chen también pertenecía a una familia de eruditos y recibió una educación literaria tradicional. Según cuenta el propio Zhou, estaba muy unido a su madre adoptiva y de ella adquirió su duradero interés por la literatura y la ópera chinas. Madame Chen enseñó a Zhou a leer y escribir a una edad temprana, y Zhou afirmó más tarde haber leído la famosa novela vernácula Viaje al Oeste a la edad de seis años. A los ocho años, ya leía otras novelas chinas tradicionales, como El margen de agua, El romance de los tres reinos y El sueño de la cámara roja.
La madre biológica de Zhou, Wan, murió en 1907, cuando Zhou tenía 9 años, y su madre adoptiva, Chen, en 1908, cuando Zhou tenía 10 años. El padre de Zhou estaba trabajando en Hubei, lejos de Jiangsu, así que Zhou y sus dos hermanos menores regresaron a Huai'an y vivieron con el hermano menor de su padre, Yikui, por los siguientes dos años. En 1910, el tío de Zhou, Yigeng, el hermano mayor de su padre, se ofreció a cuidar a Zhou. La familia de Huai'an aceptó, y Zhou fue enviado a quedarse con su tío en Manchuria, en Shenyang, donde Zhou Yigeng trabajaba en una oficina del gobierno.

Puede que el padre de Zhou también estuviera en Manchuria en esa época, y puede que Zhou viviera con él durante un tiempo. Posteriormente, los contactos de Zhou con su padre disminuyeron. Murió en 1941.

El 8 de agosto de 1925, Zhou se casó con Deng Yingchao, una estudiante involucrada en actividades políticas, en Tianjin. Deng Yingchao se convertiría también en miembro destacado del partido Comunista. El matrimonio no tuvo hijos, pero adoptó a varios huérfanos, hijos de "mártires de la Revolución", entre ellos el que sería primer ministro de China Li Peng.

### Educación

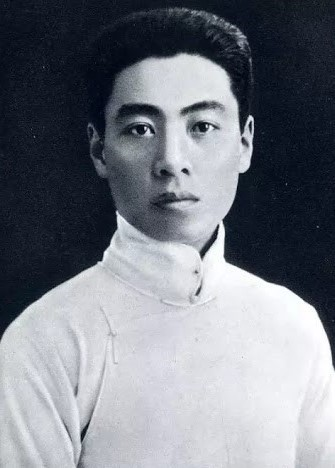
Zhou Enlai como estudiante en Nankai Middle School

En Shenyang, Zhou asistió a la Academia Modelo de Dongguan, una escuela de estilo moderno. Su educación anterior consistía íntegramente en la educación en casa. Además de nuevas asignaturas como inglés y ciencias, Zhou también estuvo expuesto a los escritos de reformadores y radicales como Liang Qichao, Kang Youwei, Chen Tianhua, Zou Rong y Zhang Binglin. A la edad de catorce años, Zhou declaró que su motivación para seguir estudiando era "convertirse en un gran hombre que asumiera las pesadas responsabilidades del país en el futuro" En 1913, el tío de Zhou fue trasladado a Tianjin, donde Zhou ingresó en la famosa Nankai Middle School.
La Escuela Secundaria Nankai fue fundada por Yan Xiu, un prominente erudito y filántropo, y dirigida por Zhang Boling, uno de los educadores chinos más importantes del siglo XX. Los métodos de enseñanza de Nankai eran inusuales para los estándares chinos contemporáneos. Cuando Zhou empezó a asistir, había adoptado el modelo educativo utilizado en la Phillips Academy de Estados Unidos. La reputación de la escuela, con su rutina diaria "altamente disciplinada" y su "estricto código moral", atrajo a muchos estudiantes que más tarde destacaron en la vida pública. Entre los amigos y compañeros de clase de Zhou se encontraban desde Ma Jun (uno de los primeros líderes comunistas ejecutado en 1927) hasta K. C. Wu (más tarde alcalde de Shanghái y gobernador de Taiwán bajo el partido nacionalista). El talento de Zhou también atrajo la atención de Yan Xiu y Zhang Boling. Yan, en particular, tenía en alta estima a Zhou y le ayudó a pagar sus estudios en Japón y, más tarde, en Francia.
Yan estaba tan impresionado con Zhou que le animó a casarse con su hija, pero Zhou se negó. Zhou expresó más tarde las razones de su decisión de no casarse con la hija de Yan a su compañero de clase, Zhang Honghao. Zhou dijo que declinó el matrimonio porque temía que sus perspectivas financieras no fueran prometedoras y que Yan, como su suegro, dominara más tarde su vida.
A Zhou le fue bien en sus estudios en Nankai; destacó en chino, ganó varios premios en el club de oratoria de la escuela y se convirtió en editor del periódico escolar en su último año. Zhou también fue muy activo actuando y produciendo obras de teatro en Nankai; muchos estudiantes que no le conocían de otra forma supieron de él a través de su actuación. Nankai conserva una serie de ensayos y artículos escritos por Zhou en esta época, que reflejan la disciplina, la formación y la preocupación por el país que los fundadores de Nankai intentaron inculcar a sus estudiantes. En la décima graduación de la escuela, en junio de 1917, Zhou fue uno de los cinco estudiantes que se graduaron en la ceremonia y uno de los dos mejores alumnos.
Cuando se graduó en Nankai, las enseñanzas de Zhang Boling sobre gong (espíritu público) y neng (habilidad) le habían causado una gran impresión. Su participación en debates y representaciones escénicas contribuyó a su elocuencia y capacidad de persuasión. Zhou dejó Nankai con un gran deseo de dedicarse al servicio público y de adquirir las habilidades necesarias para ello.
Siguiendo a muchos de sus compañeros de clase, Zhou se fue a Japón en julio de 1917 para continuar sus estudios. Durante sus dos años en Japón, Zhou pasó la mayor parte del tiempo en la East Asian Higher Preparatory School, una escuela de idiomas para estudiantes chinos. Los estudios de Zhou fueron financiados por sus tíos y, al parecer, también por el fundador de Nankai, Yan Xiu, pero sus fondos eran limitados; durante este periodo, Japón sufría una grave inflación. Zhou planeó originalmente ganar una de las becas ofrecidas por el gobierno chino; estas becas, sin embargo, requerían que los estudiantes chinos aprobaran los exámenes de ingreso en las universidades japonesas. Zhou se presentó a las pruebas de acceso de al menos dos universidades, pero no consiguió ser admitido. Las ansiedades de Zhou se vieron agravadas por la muerte de su tío, Zhou Yikui, su incapacidad para dominar el japonés y el agudo chovinismo cultural japonés que discriminaba a los chinos. Cuando Zhou regresó a China en la primavera de 1919, se había desencantado profundamente de la cultura japonesa, rechazando la idea de que el modelo político japonés fuera relevante para China y desdeñando los valores de elitismo y militarismo que observó.
Los diarios y cartas de Zhou de su estancia en Tokio muestran un profundo interés por la política y la actualidad, en particular, por la Revolución Rusa de 1917 y las nuevas políticas de los bolcheviques. Comenzó a leer con avidez la revista progresista e izquierdista de Chen Duxiu, Nueva Juventud. Leyó las primeras obras japonesas sobre Marx, y se ha afirmado que incluso asistió a las conferencias de Kawakami Hajime en la Universidad de Kioto. Kawakami fue una figura importante en la historia temprana del marxismo japonés, y sus traducciones y artículos influyeron en una generación de comunistas chinos. Sin embargo, ahora parece poco probable que Zhou lo conociera o escuchara alguna de sus conferencias. Los diarios de Zhou también muestran su interés por las protestas estudiantiles chinas en oposición al Acuerdo de Defensa Conjunta Chino-Japonés de mayo de 1918, pero no participó activamente en ellas ni regresó a China como parte del "Movimiento de Regreso a Casa". Su papel activo en los movimientos políticos comenzó tras su regreso a China.

## Trayectoria política

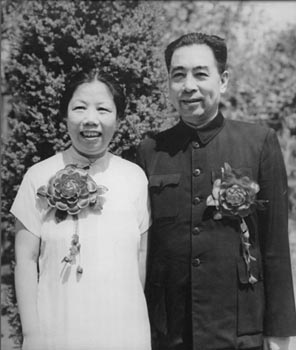
Zhou Enlai y su esposa Deng Yingchao en 1954.

Zhou participó activamente en las protestas del Movimiento del Cuatro de Mayo en 1919, en las que numerosos estudiantes se manifestaron contra las condiciones del Tratado de Versalles, que concedía privilegios comerciales a Japón en China. Durante su estancia en Francia, participó en actividades políticas, llegando a unirse al Partido Comunista Francés.
Tras su regreso a China, ya como miembro del Partido Comunista, ocupó el cargo de director del departamento político en la Academia Militar de Whampoa en Cantón a partir de su fundación en 1926. La Academia de Whampoa había sido fundada por Sun Yat-sen, el fundador del partido nacionalista chino Kuomintang. En aquella época, los comunistas y los nacionalistas del Kuomintang, asesorados ambos por la Komintern, mantenían una relación de colaboración para luchar contra los señores de la guerra que controlaban China. La posición de Zhou Enlai en Whampoa contaba con el respaldo de la Komintern, que quería contrarrestar la creciente influencia del ala derechista del Kuomintang representada por Chiang Kai-shek.

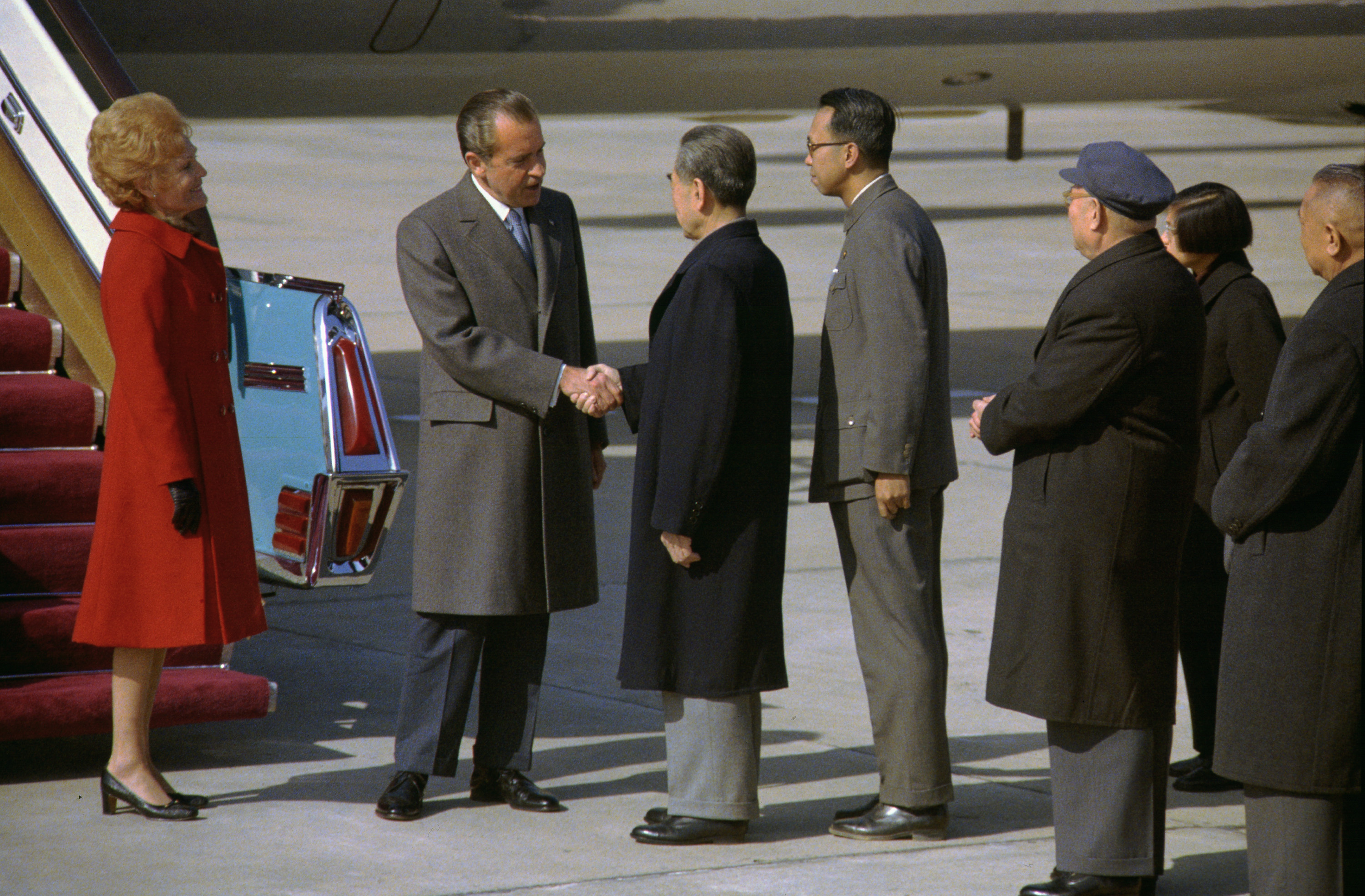
Zhou saludando al presidente Richard Nixon (1972).

Tras el comienzo de la Expedición del Norte, la ofensiva militar en la que el ejército revolucionario formado en Whampoa comenzó a extender el territorio bajo su control, Zhou Enlai continuó su activismo político en el seno del Partido Comunista, y fue responsable de la organización de la huelga general de Shanghái en 1926, que abrió las puertas a la entrada de las tropas del Kuomintang. Tras la ruptura entre los comunistas y el Kuomintang, que, bajo la dirección de Chiang Kai-shek había empezado a perseguir a los comunistas, Zhou fue capaz de escapar de la zona controlada por el Kuomintang. Zhou se desplazó a la base comunista de Jiangxi, donde Mao Zedong había establecido el Sóviet de Jiangxi, una de las bases rurales bajo el control de los comunistas y desde la cual Mao comenzó su ascenso al poder. El comunismo urbano de inspiración soviética de Zhou fue acercándose a las ideas de revolución rural de Mao. Al comienzo de la Larga Marcha, se produjo la Reunión de Zunyi, ciudad de la provincia de Guizhou, donde Zhou Enlai, que hasta entonces tenía una posición más alta que Mao en la jerarquía del partido, retiró su apoyo a la facción de Wang Ming, el líder de la facción prosoviética de los 28 bolcheviques, y apoyó a Mao como nuevo hombre fuerte del partido.
Tras el final de la Larga Marcha, cuando los comunistas se instalaron en la ciudad norteña de Yan'an, Zhou se destacó por sus esfuerzos en promover una alianza con el Kuomintang para la lucha contra Japón en la segunda guerra sino-japonesa. Durante el incidente de Xi'an, en que Chiang Kai-shek fue secuestrado y forzado a establecer un nuevo frente unido contra la invasión japonesa, Zhou desempeño un papel importante en la liberación de Chiang. Durante la invasión japonesa, Zhou se convirtió en el representante del Partido Comunista Chino en Chongqing, la capital provisional de la República de China bajo el control del Kuomintang. Tras el final de la guerra en 1945, Zhou participó en las negociaciones fallidas con el Kuomintang, que acabaron en la guerra civil abierta entre los comunistas y el Kuomintang.

## Zhou como primer ministro de China

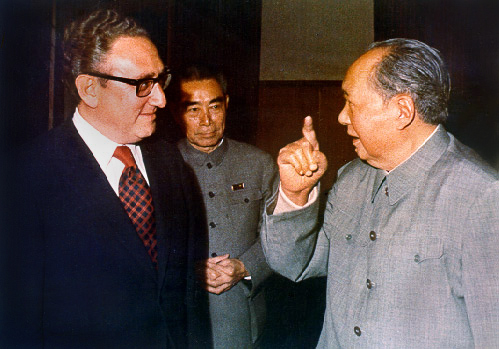
Henry Kissinger, Zhou Enlai y Mao Zedong en Pekín en los años 1970.

En 1949, tras la fundación de la República Popular, Zhou asumió los cargos de primer ministro y Ministro de Asuntos Exteriores del nuevo régimen. Encabezó la delegación china a la Conferencia de Ginebra de 1954 y a la Conferencia de Bandung en 1955. Zhou Enlai, salió indemne del primer atentado aéreo de la historia con un objetivo político, en 1955, cuando se salvó de un sabotaje en su avión. La bomba estalló el 11 de abril de 1955, en un avión de Air India que volaba de Hong Kong a Yakarta, en el que finalmente Zhou no viajó para llegar a la Conferencia de Bandung en Indonesia.
En 1958, cedió el puesto de Ministro de Asuntos Exteriores a Chen Yi, manteniendo hasta su muerte el cargo de primer ministro.
El principal asunto que centró la atención de Zhou tras la victoria comunista en la guerra civil fue la recuperación de la economía china, arruinada por décadas de guerra. Alentó las políticas encaminadas al aumento de la producción agrícola, a partir de las reformas agrarias. También buscó el desarrollo industrial a través de los pactos de cooperación con la Unión Soviética.

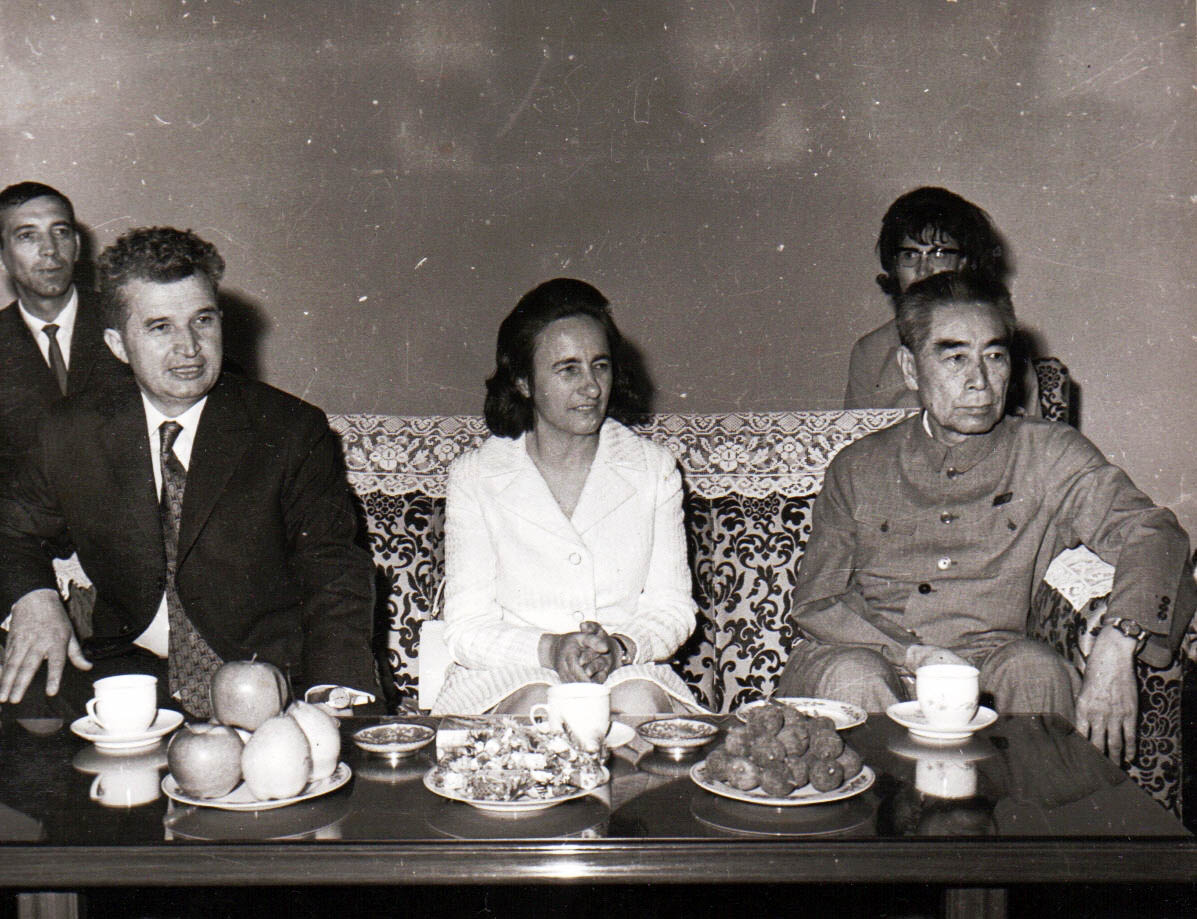
El primer ministro Zhou Enlai reunido con el presidente rumano Nicolae Ceaușescu y su esposa Elena durante su visita a China en junio de 1971.

En 1958, Mao Zedong lanzó el Gran Salto Adelante, campaña de movilización de masas que pretendía incrementar de manera espectacular los niveles de producción industrial de China. Zhou sobrevivió a la sinrazón de las políticas económicas fallidas del Gran Salto. Su lealtad a Mao le permitió sobrevivir también a la Revolución Cultural, la otra gran campaña ideológica de Mao que resultó en las críticas y ataques a numerosos dirigentes e intelectuales acusados de reaccionarios y derechistas. Zhou intentó defender a algunos colaboradores de los ataques maoístas. En 1975, cuando el ímpetu ideológico de la Revolución Cultural perdía fuerza, en su último discurso público,  hizo un llamamiento a favor de las "Cuatro Modernizaciones" para resituar a China en la senda del crecimiento económico. Entre estas cuatro modernizaciones se insistía en la importancia de que China abriera sus mercados al mundo. Estas palabras de Zhou serían utilizadas años más tarde por los reformistas liderados por Deng Xiaoping.

## Relaciones exteriores
Conocido por sus dotes como diplomático, Zhou fue en gran medida responsable de la reanudación de relaciones diplomáticas entre China y las potencias occidentales en los años 1970. Henry Kissinger viajó a China en 1971 como asesor estadounidense de Seguridad nacional y se reunió con Zhou para tratar sobre las competencias de la Agencia Central de Inteligencia entre otros asuntos. Recibió al Presidente estadounidense Richard Nixon en su visita a China de febrero de 1972, y firmó el Comunicado de Shanghái, que sentaba las bases para la normalización de las relaciones entre los dos países. Durante dicha visita se popularizó la idea de que Zhou contestó a una pregunta sobre el impacto de la Revolución francesa diciendo que "Es demasiado pronto para valorarla", aunque en realidad se estaba refiriendo al Mayo francés.
Tras restablecer, también en 1972 las relaciones con Japón, las autoridades niponas regalaron al primer ministro, un millar de cerezos y Zhou Enlai plantó algunos en la Universidad de Wuhan.
La influencia de Zhou en la política china ha sido vista como moderada y dialogante, en contraste con los excesos ideológicos del maoísmo. De él se dice que fue responsable de la preservación de numerosos lugares de interés histórico y cultural durante la Revolución Cultural, cuando los guardias rojos, celosos defensores de la ortodoxia maoísta, amenazaban con destruir cualquier vestigio de la China anterior al comunismo. A pesar de su diferente talante, Zhou fue siempre leal al liderazgo de Mao.
En los años 1963 y 1964 realizó tres viajes a países africanos para establecer una nueva visión en las relaciones exteriores entre África y Asia. Los principios que Zhou promovió y que guiaron las relaciones de China con los países árabes y africanos fueron el apoyo en su lucha para oponerse al imperialismo, al antiguo y nuevo colonialismo, para ganar y salvaguardar la independencia nacional.

### Reconocimientos
En julio de 2022 se reabrió el pabellón Zhou Enlai en recuerdo de la visita a Bagan que realizó Zhou Enlai en 1961 como primer ministro de la República Popular China. Myanmar construyó un pabellón junto a la pagoda con la donación realizada por el primer ministro chino para "proteger del viento y la lluvia a los birmanos que adoran la pagoda y rinden homenaje a los budas". Este pabellón se ha convertido en un símbolo de la amistad “fraternal” entre China y Myanmar.

## Muerte y reacciones
Zhou fue hospitalizado en 1974 con cáncer de próstata, pero continuó ejerciendo su trabajo como primer ministro desde el hospital, con Deng Xiaoping como primer vice primer ministro encargándose de los asuntos más importantes del Consejo de Estado. Zhou falleció la mañana del 8 de enero de 1976, apenas ocho meses antes de la muerte del propio Mao. 
Tras su muerte, se produjeron numerosas escenas de duelo popular en la Plaza de Tian'anmen. Estas escenas de duelo se convirtieron en protestas contra la Banda de los Cuatro, el grupo de cuatro dirigentes comunistas que dirigían la Revolución Cultural. Durante la fiesta de Qingming en abril de ese año, se produjeron disturbios en la plaza, en lo que se ha conocido como el incidente de Tian'anmen, cuando la policía acordonó la plaza y retiró muchas de las coronas de flores en honor de Zhou Enlai en las que se habían escrito mensajes en contra de la Banda de los Cuatro.